# Maralbexi
Maralbexi (Ba Sở huyện, chữ Hán giản thể: 巴楚县) là một huyện thuộc địa khu Kashgar, Tân Cương, Cộng hòa Nhân dân Trung Hoa. Huyện này có diện tích 118.360 ki-lô-mét vuông, dân số năm 2002 là 380.000 người. Mã số bưu chính là 843800. Chính quyền huyện đóng ở trấn Ba Sở. Về mặt hành chính, huyện này được chia thành 4 trấn, 8 hương.
- Trấn: Maralbexi, A-ngõa-đề, Sắc-lực-bố-á, Tam Xóa Khẩu.
- Hương: Anh-ngô- tư- đường, Quỳnh-khố-nhĩ-kháp-khắc, A-khắc-tát-khắc-mã- nhiệt-lặc, Hạ-mã-lặc, Đa-lai-đề- ba-cách, A-lạp-cách-nhĩ, A-nạp-khố-lặc, Kháp-nhĩ-ba-cách.